# Pelagia Natsvlishvili
Pelagia Natsvlishvili, född 1853, död 1878, var en georgisk läkare. Hon blev 1878 den första kvinnliga läkaren i Georgien.